# Alan G. Kirk

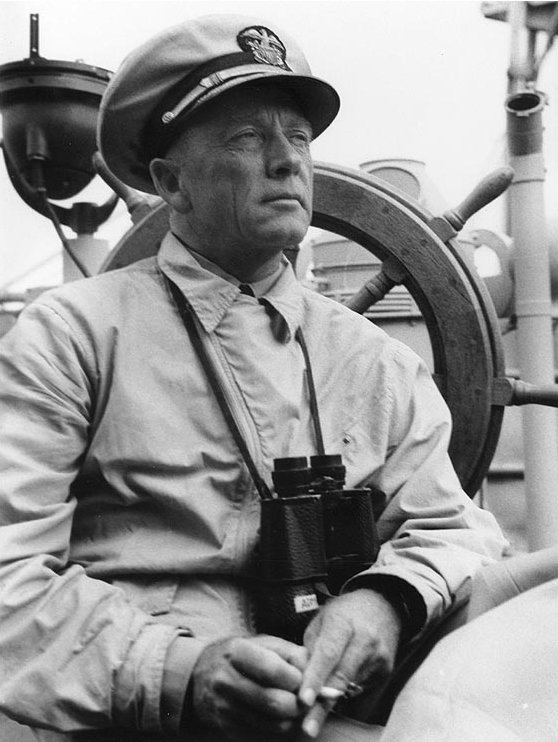
Alan G. Kirk an Bord der USS Ancon (Juli 1943)

Alan Goodrich Kirk (* 30. Oktober 1888 in Philadelphia, Pennsylvania; † 15. Oktober 1963 in New York City) war ein US-amerikanischer Admiral und Diplomat. Er war 1944 Oberbefehlshaber der Western Naval Task Force bei der alliierten Landung in der Normandie und im Oktober 1944 US-Marineoberbefehlshaber in Frankreich. Nach Kriegsende diente er als Botschafter der Vereinigten Staaten in Belgien und als Gesandter in Luxemburg (1946–1949) und danach als Botschafter in der Sowjetunion (bis 1952) sowie von 1962 bis 1963 in der Republik China (Taiwan).

## Leben

### Jugend, Eintritt in die Armee und Vorkriegszeit
Alan G. Kirk wurde am 30. Oktober 1888 in Philadelphia geboren. 1909 graduierte er auf der United States Naval Academy und diente danach auf einem Kanonenboot der US Navy in China. Während des Ersten Weltkriegs überwachte er Tests auf dem Trainingsgelände der US Navy in Maryland. Anfang der 1920er Jahre war er als Berater im Weißen Haus tätig.
Am 7. Juni 1939 erreichte Kirk, mittlerweile Captain, die britische Hauptstadt London als Marineattaché, wo ihn die Presse als „discreet, personable, and leanly academic“ (Deutsch: „umsichtig, ansehnlich und wenig akademisch“) bezeichnete. Als er 1940 nach Washington zurückkehrte, hatte er viele wichtige Informationen aus der Royal Navy gesammelt. Ende des Jahres wurde Kirk Leiter des Marinegeheimdienstes, was er bis März des folgenden Jahres blieb. Etwas mehr als sechs Monate später wurde ihm dann das Kommando über eine Zerstörerdivision übergeben, wonach er im November zum Rear Admiral (Konteradmiral) befördert wurde.

### Zweiter Weltkrieg

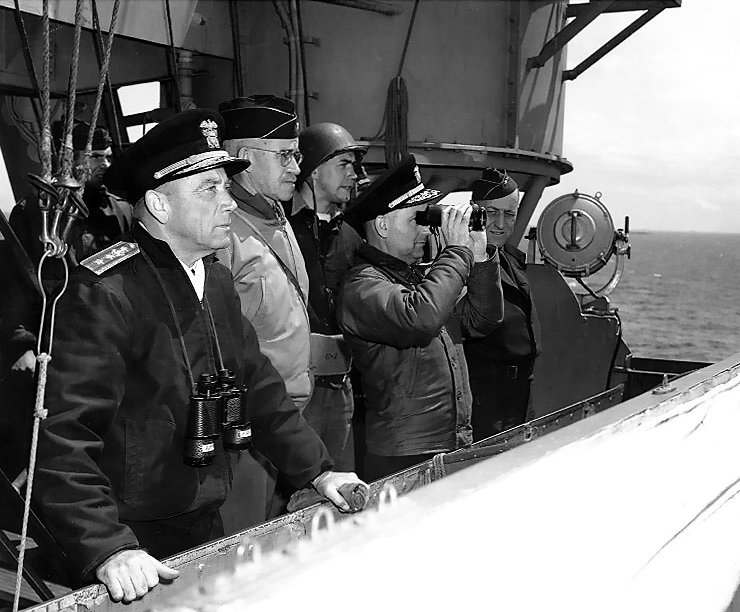
Von links nach rechts: Alan G. Kirk, Omar N. Bradley, Arthur Struble, Hugh Keen

Nach dem japanischen Angriff auf Pearl Harbor am 7. Dezember 1941 wurde Kirk neben einigen anderen, wegen vermutlichen Versagens bei der Aufklärung kritisiert, jedoch im März 1942 nach London als Stabschef des Oberbefehlshabers der US-Marinestreitkräfte in Europa, Harold R. Stark, versetzt. Danach war er bis 1943 der Kommandeur der amphibischen Streitkräfte der Atlantikflotte in Großbritannien.
Bei der Operation Husky kommandierte Kirk die Central Naval Task Force, die Admiral H. Kent Hewitt und General George S. Patton als die wichtigste der Task Forces ansahen, und führte am 10. Juli 1943 Troy H. Middleton und dessen 45th Infantry Division erfolgreich an Land. Seine Männer verzeichneten dabei nur 90 Verluste. Kirk erhielt für seine Dienste bei der Operation den Legion of Merit.
Nach mehreren Planungskonferenzen in England wurde Kirk am 20. Februar 1944 zum Oberbefehlshaber der Western Naval Task Force bei der Operation Overlord ernannt. Die Western Naval Task Force wurde in zwei Untergruppen aufgeteilt. Die Forces U und O sollten in Dartmouth und Weymouth starten und die amerikanischen Strandsektoren anfahren. Sie sollten zusammen mit der 1. US-Armee unter Lieutenant General Omar N. Bradley bei den Landungsstränden Omaha und Utah Beach operieren. Die Konvois für Utah und Omaha Beach bestanden aus insgesamt 16 Angriffstruppentransportern (→ Seekrieg während der Operation Overlord). Der Marinehistoriker Samuel Eliot Morison beschrieb Kirk: „the key American Naval figure in Neptune-Overlord.“ (Deutsch: „die amerikanische Schlüsselfigur bei [der Operation] Neptune/Overlord“). Im Oktober 1944, einige Monate nachdem er zum Vizeadmiral befördert worden war, übernahm Kirk das Kommando über die US-amerikanischen Marinestreitkräfte in Frankreich.

### Nachkriegszeit
Kirk trat am 1. März 1946 als Admiral aus der US Navy aus und diente bis 1949 unter anderem als Botschafter in Belgien und als Gesandter in Luxemburg, nachdem US-Präsident Harry S. Truman ihn dafür nominiert hatte. Er war außerdem der Repräsentant der USA während der Spezialkonferenz der Vereinten Nationen auf dem Balkan. Danach war er von 1949 bis 1952 Botschafter in Moskau, nachdem sein Vorgänger Walter Bedell Smith erkrankt war, sowie von 1962 bis 1963 in der Republik China. 1952 war er für einige Monate Präsident des Amerikanischen Komitees für die Befreiung der Völker Russlands.
Alan G. Kirk starb am 15. Oktober 1963 in einem Krankenhaus in New York. Er wurde mit allen militärischen Ehren auf dem Nationalfriedhof Arlington bestattet. Seine Frau Lydia Chapin Kirk (1896–1983) ist neben ihm begraben.
Die US Navy benannte 1970 die Fregatte Kirk nach ihm.